# Le Cercle des pouvoirs
Pour plus de détails, voir Fiche technique et Distribution.
Le Cercle des pouvoirs est un film de Daniel Kamwa et de Jules Takam sorti en 1998. Le réalisateur Daniel Kamwa y joue aussi le rôle principal dans ce long métrage. Le film parle de la corruption et raconte les péripéties d'un journaliste un peu trop vertueux au goût de certains politiciens. 

## Synopsis
Jisset est un journaliste qui enquête sur MoniSam, un trafiquant et homme d'affaires véreux. Jisset et Monisam vont tomber amoureux de la même femme. Une jeune femme dénommée Sifoh, mannequin styliste. Voulant à tout prix conquérir Sifoh et par la même occasion se débarrasser de celui qui gêne ses affaires douteuses, Monisam décide d'éliminer Jisset par tous les moyens, y compris ceux relevant de la sorcellerie.

## Fiche technique
- Réalisateur : Daniel Kamwa et Jules Takam
- Assistant : Dikongué Pipa
- Compositeur de musique : Blaise Nnomo Zanga
- Pays : Cameroun
- Année : 1998
- Catégorie : Long métrage
- Genre : Fiction
- Durée : 115 minutes

## Distribution
- Daniel Kamwa
- Ambroise Mbia
- Aissatou Gidjir
- Gaylord Kamwa
- Max Ndogo Onana